# Дьяус
Дьяус або Дьяус Піта (санскрит Dyauṣ Pitṛ IAST) — небесний батько у ведичному пантеоні індуїстської міфології, бог неба і небесного світла, чоловік Прітхві, батько Аґні та Індри (RV 4.17.4), богині зорі Ушас та багатьох інших богів. У ведичній космології Дьяус і Прітхві складали Дьявапрітхві, всесвіт з двох невід'ємних частин. Ім'я бога означає «той, що сяє» (від кореня *diw- протоіндоєвропейської мови), його іншими іменами є Діваса («день») і Дік («напрямок»).
Це одне з найстаріших божеств ведичного пантеону, верховний бог ранніх гімнів. Пізніше його витіснив образ Варуни. У Ріґведі культ Дьяуса вже на стадії згасання, а пізніше зовсім зник з пантеону і з'являється тільки епізодично в Махабхараті, де він зараховується до Васу. Його земне втілення — Бхішма, один з головних героїв Махабхарати. Також його ототожнюють з молодшим братом Васу — Прабхасою.